# Cantón Durán
Durán es un cantón de la provincia del Guayas, en el Ecuador. Está ubicado en el margen oriental del río Guayas. Está situada frente a la ciudad de Guayaquil, capital provincial, a la que está unida por el puente de la Unidad Nacional, del puente peatonal que  conecta  a la isla Santay, desde Durán y Guayaquil. La isla Santay pertenece al cantón Durán desde el viernes 10 de enero de 1986. Su cabecera cantonal es la ciudad de Durán, lugar donde se agrupa gran parte de su población total.
El cantón Durán tiene tres parroquias: Eloy Alfaro, Divino Niño y El Recreo. Fue creada como parroquia rural del cantón Guayaquil el 16 de octubre de 1902. El 10 de enero de 1986 mediante Ley de Creación, fue separada administrativamente de Guayaquil, siendo convertida en cantón durante el gobierno de León Febres-Cordero.
En el presente forma parte de la aglomeración urbana de Guayaquil más allá de la conurbación urbana que podría denotar, pues su actividad económica, social y comercial está fuertemente ligada a Guayaquil, siendo ciudad dormitorio para miles de trabajadores que cruzan a Guayaquil por vía terrestre.
Es considerada parte de la Conurbación de Guayaquil la cual es la segunda ciudad más poblada de la conurbación y es también parte de la Zona de Planificación #8 junto con el cantón de Guayaquil y de Samborondón, ambas conectadas por el puente de la unidad nacional.

## Toponimia
Según el Insigne historiador guayaquileño Dr. Modesto Chávez Franco, en su libro "Crónicas de Guayaquil Antiguo", Tomo 6; escribe que desde 1824 Durán era conocido como "El Cacerío de Durán"  y que  Don Gabriel Murillo  venía temporalmente a cobrar los impuestos a este "caserío" considerado como una tenencia pedánea ( el término pedánea se aplicaban a  aldeas, caseríos y núcleos de pequeños poblados con áreas administrativas de escasos habitantes); entonces mal podía llamarse Durán  por la venida del señor de nacionalidad española, José Durán Maristany  (Masnou- Barcelona) quienes llegaron recién a Guayaquil por los años 1897.   Incluso según el historiador Guillermo Arosemena indica que antes que la familia Durán Maristany, llegaron a Guayaquil en 1967  los Durán-Rivas. La hipótesis más creíble sobre el nombre de la población de Durán surge a partir de que    Francisco Pizarro llegó a las costas ecuatorianas en 1932, acompañado de su lugarteniente Andrés Durán Brazo, a quien lo trajo desde España con la promesa de que al llegar al "Dorado" lo retribuiría con gran cantidad de oro, pero al no hallar mucho de este precioso metal le pagó con tierras. Existiendo una confirmación de aquello, en vista de que  existen los registros de que existió Andrés Durán Brazo quien recibió el título de Alguacil mayor, Procurador y Corregidor (Gobernador) y que el español  Andrés Durán Brazo integró el cabildo guayaquileño y que en premio a su valor fue nombrado también encomendero de Machala.

## Geografía
La zona donde se asienta el sector es en general plana, con varias elevaciones, entre ellas:  "Peñón del Río" con aprox. 120 m s. n. m., y del Cerro "Las Cabras" con altura m s. n. m. 88 . (Según Luis M. Sánchez Gaete, periodista e investigador del cantón)) que suele experimentar deslaves, lo que pone en peligro a sus habitantes. El perímetro urbano fue originalmente irregular, con varios cerros, riachuelos y lagunas que aún se presentan como restos de una ecología en disolución. Existen aproximadamente 2 canteras de piedra caliza para la construcción en la zona sur y noreste del centro de la ciudad, que previamente fueron cerros de una cadena montañosa que se conectaba hasta las orillas del río Daule, donde se une con el Babahoyo,  a la altura de sector de "La Puntilla" que pertenece al cantón Samborondón que  separa a los cantones: Durán y Guayaquil.

## Gobierno y política
Territorialmente, Durán está organizada en tres parroquias urbanas. El término "parroquia" es usado en el Ecuador para referirse a territorios dentro de la división administrativa municipal.
La ciudad y el cantón Durán, al igual que las demás localidades ecuatorianas, se rige por una municipalidad según lo previsto en la Constitución de la República. El Gobierno Autónomo Descentralizado Municipal de Durán, es una entidad de gobierno seccional que administra el cantón de forma autónoma al gobierno central. La municipalidad está organizada por la separación de poderes de carácter ejecutivo representado por el alcalde, y otro de carácter legislativo conformado por los miembros del concejo cantonal.
La Municipalidad de Durán, se rige principalmente sobre la base de lo estipulado en los artículos 253 y 264 de la Constitución Política de la República y en la Ley de Régimen Municipal en sus artículos 1 y 16, que establece la autonomía funcional, económica y administrativa de la Entidad.

### Alcaldía
El poder ejecutivo de la ciudad es desempeñado por un ciudadano con título de Alcalde del Cantón Durán, el cual es elegido por sufragio directo en una sola vuelta electoral sin fórmulas o binomios en las elecciones municipales. El vicealcalde no es elegido de la misma manera, ya que una vez instalado el Concejo Cantonal se elegirá entre los ediles un encargado para aquel cargo. El alcalde y el vicealcalde duran cuatro años en sus funciones, y en el caso del alcalde, tiene la opción de reelección inmediata o sucesiva. El alcalde es el máximo representante de la municipalidad y tiene voto dirimente en el concejo cantonal, mientras que el vicealcalde realiza las funciones del alcalde de modo suplente mientras no pueda ejercer sus funciones el alcalde titular.
El alcalde cuenta con su propio gabinete de administración municipal mediante múltiples direcciones de nivel de asesoría, de apoyo y operativo. Los encargados de aquellas direcciones municipales son designados por el propio alcalde. Actualmente el alcalde de Durán es Luis Chonillo, elegido para el periodo 2023 - 2027.

### Concejo cantonal
El poder legislativo de la ciudad es ejercido por el Concejo Cantonal de Durán el cual es un pequeño parlamento unicameral que se constituye al igual que en los demás cantones mediante la disposición del artículo 253 de la Constitución Política Nacional. De acuerdo a lo establecido en la ley, la cantidad de miembros del concejo representa proporcionalmente a la población del cantón.
Durán posee 11 concejales, los cuales son elegidos mediante sufragio (Sistema D'Hondt) y duran en sus funciones cuatro años pudiendo ser reelegidos indefinidamente. De los once ediles, seis representan a la "circunscripción 1" mientras que cinco representan a la "circunscripción 2". El alcalde y el vicealcalde presiden el concejo en sus sesiones. Al recién instalarse el concejo cantonal por primera vez los miembros eligen de entre ellos un designado para el cargo de vicealcalde de la ciudad.

### Organización territorial
El cantón se divide en tres parroquias urbanas:
- Eloy Alfaro
- El Recreo
- Divino Niño